# Lindsaea neocaledonica
Lindsaea neocaledonica là một loài dương xỉ trong họ Lindsaeaceae. Loài này được Compton mô tả khoa học đầu tiên năm 1922.
Danh pháp khoa học của loài này chưa được làm sáng tỏ. 